# Zastava Urugvaja
Zastava Urugvaja (špa. Pabellón Nacional) ima devet uzastopnih plavo-bijelih vodoravnih pruga, s bijelim kvadratom u gornjem lijevom kutu sa svibanjskim suncem s 16 zraka. 
Zastava je usvojena 16. prosinca 1828. te je tada imala 17 pruga, a 11. srpnja 1830. je usvojena sadašnja verzija. Zastavu je dizajnirao Joaquín Suárez.
Devet vodoravnih pruga predstavljaju devet izvornih urugvajskih departmana. Osim ove zastave koriste se još dvije službene zastave zemlje. 
Zastava Artigasa i zastava Treinta y Tresa su priznate po zakonu zbog povijesnih razloga te se nalaze u službenoj upotrebi. Zastave se vijori uz sve važnije državne, političke, kulturne i gospodarske ustanove.